# Hoploscopa gombongi
Hoploscopa gombongi is een vlinder uit de familie van de grasmotten (Crambidae), uit de onderfamilie van de Hoploscopinae. De wetenschappelijke naam van deze soort is voor het eerst gepubliceerd in 2020 door Théo Léger en Matthias Nuss.
De voorvleugellengte varieert bij het mannetje van 10 tot 11 millimeter en bij het vrouwtje van  9 tot 10 millimeter.

## Verspreiding
De soort is ontdekt in het dorp Yawan (1700 m.) in de provincie Eastern Highlands (Papoea-Nieuw-Guinea).

## Waardplanten
De rupsen leven op Diplazium esculentum.